# Parastenocaris budapestiensis
Parastenocaris budapestiensis is een eenoogkreeftjessoort uit de familie van de Parastenocarididae. De wetenschappelijke naam van de soort is voor het eerst geldig gepubliceerd in 1935 door Török.